# Inarijärvi
Der Inarijärvi [ˈinɑriˌjærvi] eingedeutscht auch Inarisee (inarisamisch: Aanaarjävri, nordsamisch: Anárjávri skoltsamisch: Aanarjäuʹrr, schwedisch Enare träsk) ist ein See im finnischen Teil Lapplands in der Gemeinde Inari. Er ist der drittgrößte See Finnlands. 
Der Inarijärvi liegt nördlich des Polarkreises etwa 1100 Kilometer nördlich von Helsinki. Aufgrund dieser Lage kann es in kalten Jahren vorkommen, dass der See bis in den Juni hinein zugefroren ist. Die maximale Wassertiefe beträgt 92 Meter. Durch seine über 3000 Inseln macht er in manchen Teilen eher den Eindruck eines Labyrinths aus Wasserstraßen als den eines offenen Sees. Umgeben ist der Inarisee von Kiefernwäldern.
Der See entwässert über den Paatsjoki ins Eismeer. An seinem Westufer liegt an der Europastraße 75 der Ort Inari mit dem Museum Siida, das sich der Kultur und Geschichte der Samen und der Natur der Region widmet.

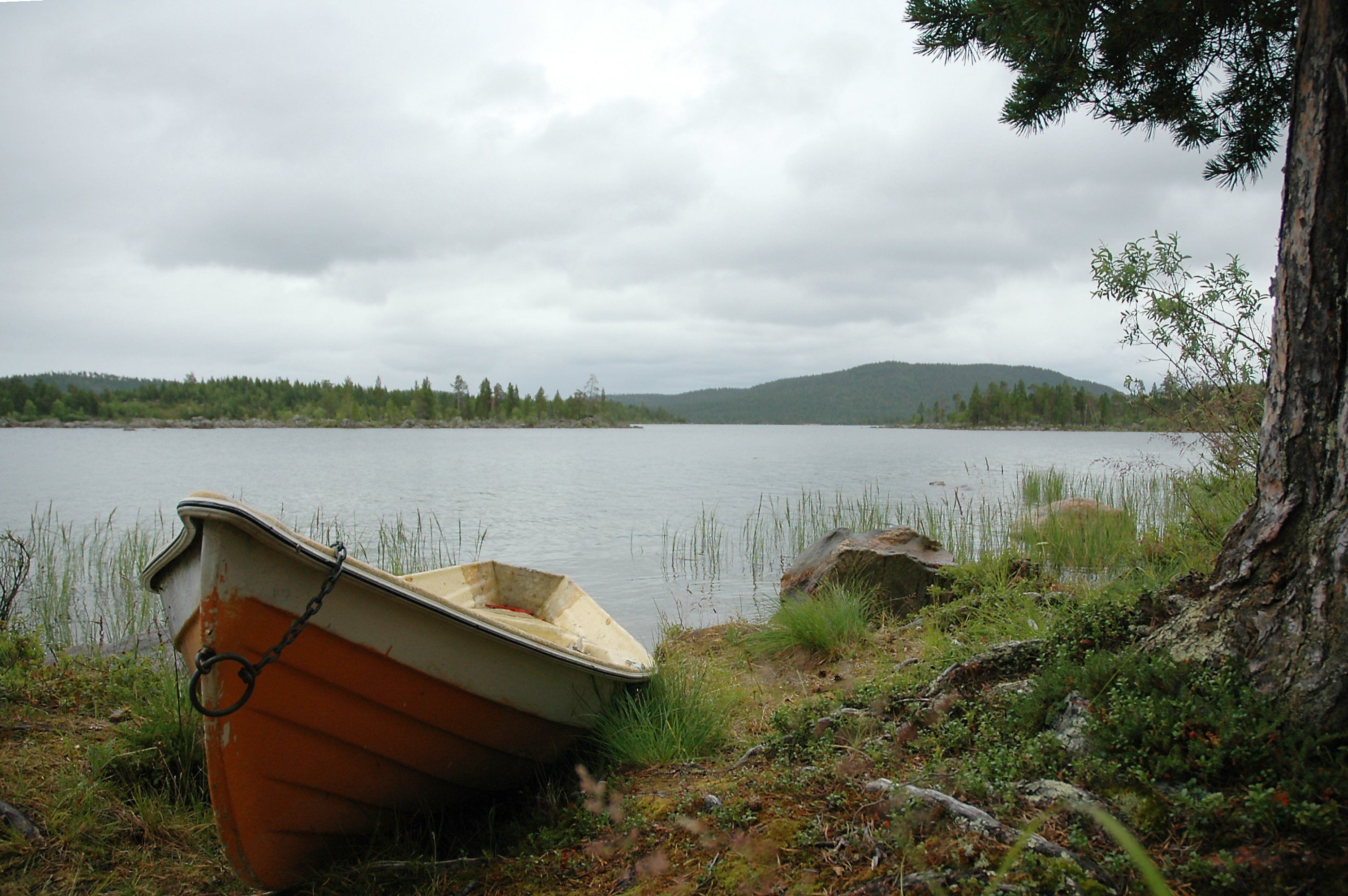
Stillleben am Ufer
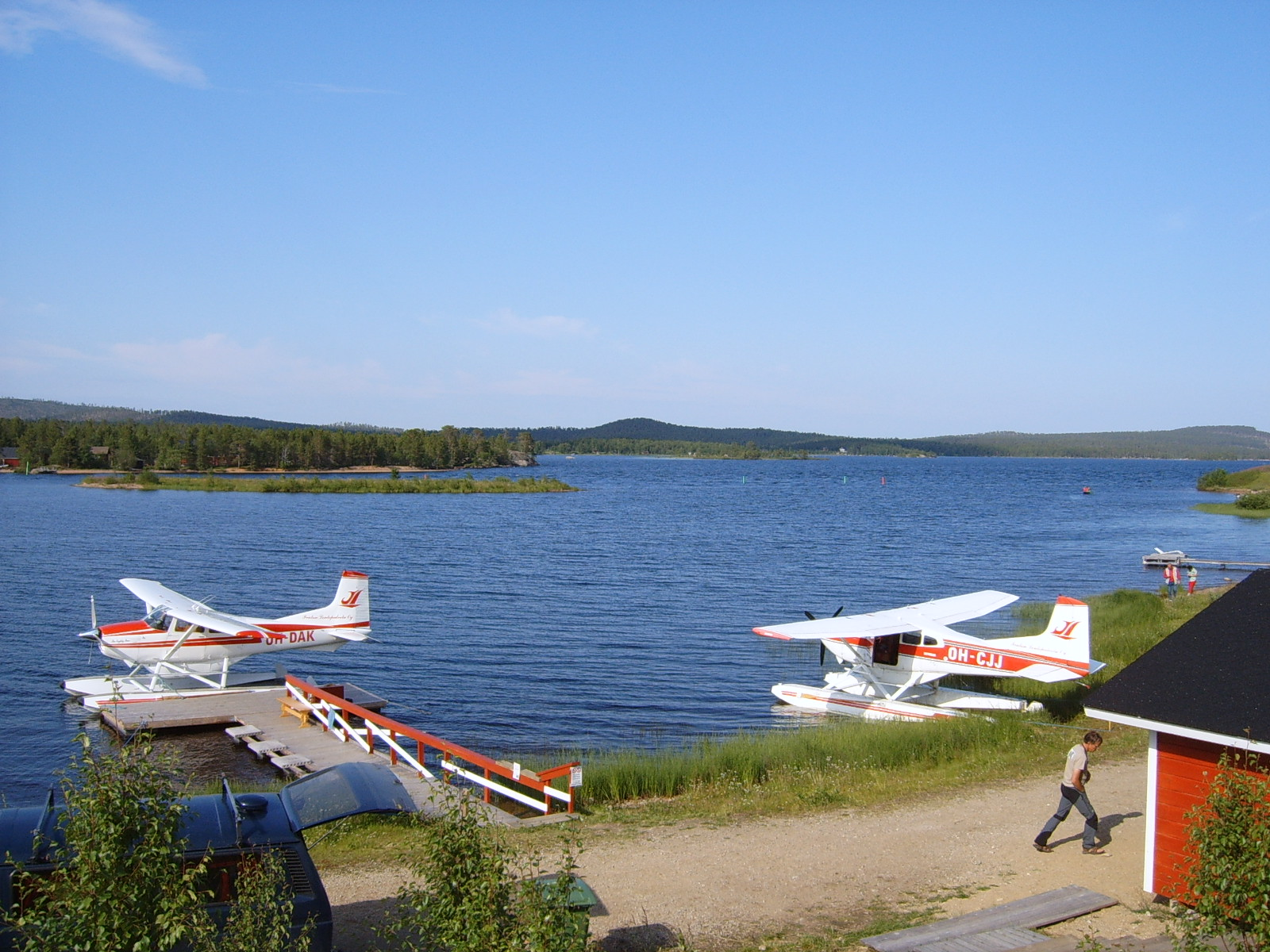
Wasserflugzeuge am Ufer
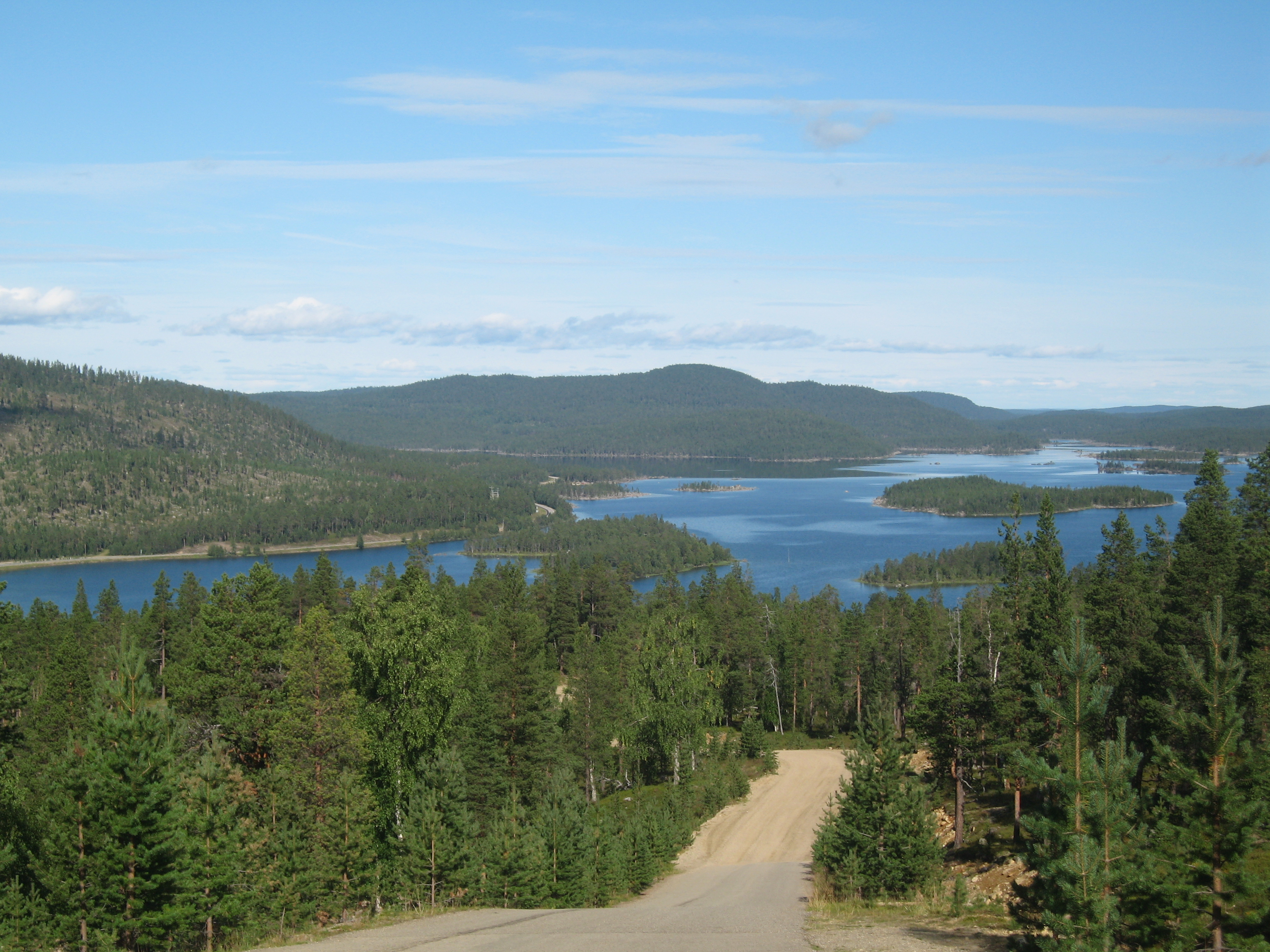
Inarijärvi